# Aneura jaschhofi
Aneura jaschhofi är en tvåvingeart som beskrevs av Zaitzev 2002. Aneura jaschhofi ingår i släktet Aneura och familjen svampmyggor. Inga underarter finns listade i Catalogue of Life.